# Harry Stenqvist
Erik Harry Stenqvist (Chicago, Estats Units, 25 de desembre de 1893 - Örebro, 9 de desembre de 1968) va ser un ciclista suec que va córrer entre 1912 i 1920.
Va prendre part en els Jocs Olímpics d'Anvers de 1920, en què guanyà dues medalles, una d'or en la contrarellotge individual, per davant de Henry Kaltenbrun i Fernand Canteloube; i una de plata en la contrarellotge per equips, formant equip amb Sigfrid Lundberg, Ragnar Malm i Axel Persson. Durant la seva carrera esportiva també guanyà diversos campionats nacionals suecs.

## Palmarès
- 1912
  -  Campió de Suècia de CRE (amb Karl Landsberg i Titus Johansson)
- 1913
  -  Campió de Suècia de CRE (amb Karl Landsberg i Titus Johansson)
- 1915
  -  Campió de Suècia de CRI
  -  Campió de Suècia de CRE (amb Ragnar Andersson i Sigfrid Lundberg)
- 1920
  -  Campió de Suècia de CRI
  - 1r a Skandisloppet
  -  Medalla d'or als Jocs Olímpics en la contrarellotge individual
  -  Medalla de plata als Jocs Olímpics en la contrarellotge per equips